# Наташинская улица (Москва)
Ната́шинская у́лица — улица в районах Братеево и Москворечье-Сабурово Южного административного округа города Москвы.

## Расположение
Проходит от улицы Борисовские Пруды рядом с Борисовским прудом.

## Происхождение названия
Происхождение названия не установлено.

## История
Наташинская улица — это улица бывшего подмосковного села Борисово, включённого в состав Москвы в 1960 году. 18 февраля 1966 года в состав улицы включена Московская улица бывшей подмосковной деревни Борисово.

## Примечательные здания и сооружения
Дом 4 — одна из построек на территории базы обслуживания Борисовских прудов, последний сохранившийся дом села Борисово.

## Транспорт
- Метро «Борисово», автобусы: № 770, с827 до остановки «Спортивный комплекс» и автобусы № 770, с827, 864 до остановки «Братеевский проезд».